# Ryō Hashimoto
Ryō Hashimoto (jap. 橋本 僚, Hashimoto Ryō; * 23. Oktober 1992 in Sapporo, Hokkaidō) ist ein japanischer Eishockeyspieler, der seit 2011 bei den Ōji Eagles, die sich seit 2022 Red Eagles Hokkaidō nennen, aus der Asia League Ice Hockey unter Vertrag steht.

## Karriere
Hashimoto begann seine Karriere als Eishockeyspieler an der Hokkai-Oberschule, für deren Eishockeymannschaft er in der Saison 2009/10 aktiv war. Seit 2011 spielt der Abwehrspieler für die Ōji Eagles aus Tomakomai in der Asia League Ice Hockey. 2012 konnte er mit den Eagles diese multinationale Liga, an der Teams aus China, Japan und Südkorea teilnehmen, gewinnen. 2020 wurde er in des First Team der Liga gewählt.

### International
Für Japan nahm Hashimoto an der U18-Junioren-Weltmeisterschaft 2010 und der U20-Junioren-Weltmeisterschaft 2012, bei der die Japaner als Tabellenletzter den Abstieg in die Division II hinnehmen mussten, teil.
Für die Herren-Nationalmannschaft debütierte er im November 2012 in Nikkō bei der Ersten Runde der Olympiaqualifikation für die Spiele in Sotschi 2014. Die Japaner konnten den Heimvorteil nicht nutzen und schieden durch ein 1:2 gegen Großbritannien aus. Später wurde Hashimoto auch für die Weltmeisterschaften der Division I 2013, 2014, 2017, 2018, als er als Topscorer und zweitbester Torschütze nach dem Litauer Arnoldas Bosas auch zum besten Verteidiger des Turniers gewählt wurde, und 2018 in den Nationalkader berufen. Er nahm auch den Qualifikationsturnieren für die Olympischen Winterspiele in Pyeongchang 2018 und Peking 2022 teil. Bei den Winter-Asienspielen 2017 belegte er mit den Japanern hinter Kasachstan und Südkorea den dritten Platz.

## Erfolge und Auszeichnungen
- 2012 Gewinn der Asia League Ice Hockey mit den Ōji Eagles
- 2017 Bronzemedaille bei den Winter-Asienspielen
- 2018 Bester Verteidiger der Weltmeisterschaft der Division I, Gruppe B
- 2018 Topscorer der Weltmeisterschaft der Division I, Gruppe B
- 2020 First Team der Asia League Ice Hockey

## Asia-League-Statistik
(Stand: Ende der Saison 2022/23)